# 怪物事変
『怪物事変』（けものじへん）は、藍本松による日本の漫画。『ジャンプスクエア』（集英社）において、2017年1月号から連載中。2021年3月時点でシリーズ累計発行部数は420万部を突破している。

## あらすじ
とある田舎の旅館を経営する叔母一家のもとで生活する13歳の少年・夏羽（かばね）は、物心つく前から鬼の子扱いされた挙句、地元では「泥田坊」と呼ばれており、彼の叔母や従弟を含む周囲から疎んじられていた。ある日、地元で家畜の変死体が相次いで発見される事件が起き、怪異現象を専門に扱う探偵の隠神（いぬがみ）が調査のために東京から訪れた。夏羽の正体は、人間の女性と、妖怪（怪物）である屍鬼（クーラー）の男性との間に生まれた半妖の子だと見抜いた隠神は、夏羽を閉鎖的かつ悲惨な境遇から救い出すべく東京の探偵事務所へ連れ帰る。
狸の怪物＝化狸（バケダヌキ）である隠神が運営する探偵事務所には、助手として2人の半妖の男の子が居候していた。ひとりは蜘蛛（アラクネ）の母を持つ織（しき）、もうひとりは雪男子（ユキオノコ）の晶（あきら）。また、さらに事務所の奥まった部屋には、連日オンラインゲームばかりして引きこもる吸血鬼（ヴァンパイア）のミハイがいた。叔母一家のもとで田舎に暮らしていた頃は何も良いことがなかった夏羽は、真っ暗に思えた自分の人生に火を灯してくれた探偵事務所のメンバーを慕うようになり、探偵事務所の一員となって次々と持ち込まれる怪異現象の解決のため働くようになる
夏羽は実の親から託された「命結石」という不思議な力を宿す石を身に着けており、「それが消息不明の両親を探す手がかりになるはず」と隠神は言う。警視庁内で警視の席に収まって権力を持つ狐の怪物＝化狐（バケギツネ）の飯生（いなり）は、夏羽の命結石を手に入れようと配下の紺（こん）や野火丸（のびまる）を使い、あの手この手で接触を試みる。
晶の生き別れの兄・結（ゆい）との対決を経て、夏羽の命結石と同じような結石が日本各地に点在している確信を得た隠神は、飯生よりも先に結石を多く集めようと回収に乗り出すが、飯生もまた警察内にいる部下の化狐達を動員して結石を狙っていた。

## 用語解説

### 重要語句
怪物（けもの） / 妖怪（ようかい）
「古来からこの世に潜み、人に見つからぬよう人と関わりあって生きる者」と言われる存在であり、人間とは異なる体質や能力を持った生物の総称。吸血鬼（ヴァンパイア）もその一種とされる。近年、人と必要以上に関わろうとする怪物が増え、人間と妖怪のハーフである混血児＝半妖（はんよう）が生まれるケースが多数報告されている。
隠神探偵事務所（いぬがみたんていじむしょ）
表向きは隠神が個人営業している興信所だが、実態は怪物（妖怪）が引き起こす怪異現象を調査・解決を専門にした裏稼業「隠神怪物相談事務所（いぬがみけものそうだんじむしょ）」であり、「怪物屋（けものや）」とも呼称される。
怪物事変（けものじへん）
本作のタイトルになっている事件の名称で、千年前に人間と怪物との間で繰り広げられた戦争。かつては人間は怪物と共存していたが、この戦争のために互いを断絶するしかなくなった。
ゲンジ
京都府公安警察の怪物専門の捜査チーム。

### 怪物の結石
強い力を持った怪物たちが、それぞれの才を“ある怪物の肉片”に封印し作られた力の結晶。また、石に使われた怪物は滅びることのない肉体を持つ屍鬼。日本各地に点在させることで力の均衡を保つことを考え作られた。そしてその多くは怪物の里の長が管理している。
命結石
渇きを癒す石。夏羽が親から与えられ所持。
妖結石
人心を操る石。那須で石護りの一族のもとにあったが、飯生に奪われた。元は石になることを望んだ藻(みくず)だとされる。
零結石
死をもたらす石。青森の雪の里にあった。結の手により里から持ち出され、夏羽に譲り渡された。
幻結石
変幻自在の石。香川の屋島寺で化狸が保管していたが、勝負に勝った夏羽に譲り渡される。
流結石
水流を司る石。島根の八ツ首村で大蛇が保管していたが、夏羽に譲り渡される。
天結石
天候を操る石、沖縄のキジムナーが持っていたとされる。一度晶の手に渡るも梅太郎に奪われ、現在は飯生が所持している。
浄結石
穢れを清める石。福岡の河童が保管していたが、河童相撲で勝った隠神が入手する。
土結石
詳細不明の石。滋賀の鉄鼠が保管していたが、陽、炉薔薇に奪われる、現在は飯生が所持している。
栄結石
詳細不明だが、繁栄をもたらすような力の石。飯生が人肉加工会社の鬼に貸していた。陽、炉薔薇が回収に失敗、現在は夏羽が所持。
神結石
詳細不明の石。北海道の梟が保管していたが、〇熊一家により奪われ、現在は飯生が所持。
陰結石
詳細不明の石。京都の京狐の里で脱法ハーブ作りに使われていた。
陽結石
詳細不明の石。京都の京狐の里で閨に置かれていた。

### 怪物の村など
屋島寺
香川にある化狸の総本山。幻結石を所有していた。隠神の故郷。
京狐の里
京都にある化狐の里。飯生と小紅羅、椿妃の故郷。藻(みくず)の教えが何より優先される。
貴族階級の住む落葉松(からまつ)、武士階級の石竹、庶民階級の楊梅(やまもも)に分けられている。
雪の里
晶と結の故郷。零結石を所有していた。
桜牙ハム千葉工場
鬼族が経営する加工食品会社。この会社の製品の３割が人肉とのこと。千葉工場で栄結石を利用して人肉を量産していた。
八ツ首村
流結石を所有していた大蛇の集落。花楓と赤松によって壊滅させられる。

### 作中に登場する主な怪物
屍鬼（クーラー）
滅びぬ肉体を持つ。怪物の中でも異色とされる存在。
蜘蛛（アラクネ）／錦蜘蛛（にしきぐも）
男は女よりも体が小さい。
雪女／雪男子（ユキオノコ）
山奥の寒冷地に集落を形成し、外部との関わりをほとんど持たず、原始的な自給自足生活を営む。美形が生まれやすい。強い力を持つ個体は冷気を自在に操る。
雪男子は肉体の若い時期が長いが、基本的にほとんど女しか産まれないため、男が産まれると集落の貴重な種馬として「飼育」される。
化狐、化狸
作中における日本の妖怪の代表的な種族。様々な妖術を操り、化ける力にも優れ、イヌ科なので鼻がきく。
科学技術の発達と共に多くが個体数を減らし衰えた妖怪の中では、現在でも確固たる勢力を維持し、実質的に日本の怪物社会を支配・管理している。
吸血鬼
人の生き血を主食とする海外の怪物。メラニンの生合成ができない。
鬼
人肉を主食とする日本固有の「鬼」。妖術の類いは不得手だが、圧倒的なフィジカルを誇る。
かつては強盛だったが、有力者が人間に退治されたり、純血の鬼の減少により種族としての個体数や力が衰え、現在は見る影もないほど衰退しきってしまった。衰退を受け入れ、人肉を養殖用人間から得ることで人間社会との積極的な共存を図ろうとする桜牙ハムを中心とする穏健派と、あくまでも狩猟によって人肉を得ることに拘り、鬼族の復権を目指す〇熊質店を中心とする過激派に派閥が分かれて対立している。

## 登場キャラクター
声の項はテレビアニメ版の声優。

### 主人公
日下 夏羽（くさか かばね）
声 - 藤原夏海
本作の主人公。
血を持たぬ鬼の妖怪・屍鬼（クーラー）と人間の間に生まれた半妖の少年。6月15日生まれ、13歳。151cm/48kg
幼いうちに夏羽を見つけたトレジャーハンターにより石と共にトレジャーハンターの妹へと預けられる。そのため両親の記憶がない。幼少を過ごした環境の所為で、恐怖や嫌悪など感情が欠落していたが、隠神に出会いシキや晶と生活するなかで少しづつ成長していく。
驚異の身体能力と再生力を持ち、頭部さえ残っていれば欠損した身体は瞬時に再生する。純粋ゆえに騙されやすく普段はマイペースだが戦闘能力は非常に高い。
命結石によりクーラーの本能を抑え、能力を高めている。そのため石が身体から離れると再生力が衰えてしまう。

### 隠神探偵事務所の関係者
隠神 鼓八千（いぬがみ こはち）
声 - 諏訪部順一
探偵を営む化狸（バケダヌキ）。9月1日生まれ、36歳(人間時)。180cm/76kg。
物体を具現化させる能力を持つ。自身もまた動物や物体への変化が可能。機械・デジタル音痴。
蓼丸 織（たでまる しき）
声 - 花江夏樹、くまいもとこ（幼少期）
探偵事務所に所属する半妖の少年。11月10日生まれ、14歳。163cm/48kg。
怪物・蜘蛛（アラクネ）の母親の力を引き継いでいるため、蜘蛛の能力を駆使する。対象を捕縛・拘束する蜘蛛糸を使う。様々な特性の蜘蛛糸を戦闘や探索などに使い分ける。
普段は粗暴だが、面倒見のいい性格。自身と似た境遇を持つ夏羽に同族嫌悪を向けていたが、隠神探偵事務所での共同生活を通じて徐々に打ち解けていく。
岩木山雪里白那之五十六子 晶（いわきやまゆきさとしろなのごじゅうろくし あきら）
声 - 村瀬歩、佐藤聡美（幼少期）
雪男子（ユキオノコ）。2月24日生まれ、15歳。159cm/38kg。る
水分を凝固させることで氷塊を生成・触れたものを凍らせる。感情が高ぶると周囲に吹雪を発生させる。地形にもよるが本気になれば自身の周辺全てを凍結させる事もできる。
双子の兄の結を捜すため、隠神探偵事務所に居候・勤務している。愛想がよく愛嬌があり、鈍い夏羽と捻くれた織との橋渡しをする。可愛らしいものが好きで女性用の服を好んで身につけるがスカートは着用せず、本人は男として見られたいと考えており、夏羽と初対面の際に女性と間違われ強く否定した。怖いものや気持ち悪いものが苦手で、よく気絶する。
女ばかりの怪物の集落である「雪の里」で100年に一度生まれる男子で、男子を産んだ里の女は死んでしまうため、産みの母親の存在をほとんど知らず、外界との交流が隔絶した山奥で鬱屈した生活を送った過去を持ち、現在はSNSに依存している。
ミハイ・フロレスク
声 - 小野大輔
ルーマニア出身の吸血鬼（ヴァンパイア）の青年。10月17日生まれ、年齢不明。176cm/54kg。
高レベルのハッキング技術から人工知能構築などの電子工学にも秀でている。戦闘に参加することは無いが上級の怪物であり身体能力は高い。
隠神探偵事務所に情報通信技術を提供している。
長寿であり暇を嫌う性格から、様々な知識・技術を習得しており裁縫や料理などをもこなす。
隠神に口説かれ日本に来てからはオンラインゲームにハマり、常にスウェット姿の引きこもり生活を送っている。隠神を含めたあらゆる人物を見下しており、事あるごとに人を弄ぶ。しかし手の負傷で満足にゲームができない時はギルドメンバーへの迷惑を気にしたり、晶のぬいぐるみの修復、シキ専用にトレーニングゲームを作る、その際の食事や寝床の世話をするなど他人を気づかう一面もみせる。
源 鳴(みなもとめい)
頼電の異父姉で元麻取締捜査官。捜査官を外され、独自に捜査する内に穴熊を知り怪物屋に入る。人でも怪物でもない姿に変えられてしまう。
穴熊太一
怪物屋の創設者で初代所長。東京に来た隠神が出会った人間で、怪物である隠神に居場所を作るために怪物屋を設立。鳴に想いを寄せていたが姿を変えられた鳴により殺される。

### 隠神探偵事務所の協力者
紺（こん）
声 - 花守ゆみり
化狐（バケギツネ）の少女。14歳。アイスクリームが好き。
当初は飯生の部下として登場し、飯生に育てられた恩から彼女に忠誠を誓っていたが、夏羽の首を持ち帰る任務に失敗したことで見限られ、追放されてしまう。夏羽を任務の一環で狙ううちに、彼に執着心とも恋心ともつかない想いを抱くようになり、自分に対する夏羽の行動に一喜一憂する日々を送るようになる。
那須で結石を護る一族だったが飯生により生まれ故郷、家族を滅ぼされ記憶を書き換えられた。本当の記憶を取り戻してからは、己の目的のため夏羽たちと行動を共にしている。
蓼丸 綾（たでまる あや）
声 - 本渡楓
半妖の女子で、織の異父妹。8歳。11月22日生まれ。身長121センチメートル。体重19キログラム。
怪物・蜘蛛（アラクネ）の母親の力を引き継いでいるため、兄と同じく蜘蛛の能力を駆使する。兄とは異なり戦闘は不得意。兄の使う蜘蛛糸とは違い、肉体の再生・修復に特化した回復系能力を使いこなす。
山蜘蛛之仔 組（やまぐものこ くみ）
声 - 久川綾
蜘蛛（アラクネ）の女性。織と綾の母親。温厚で心優しい性格の怪物で、織を愛情もって育てていた。また、織と綾を含む生き別れた子どもたちのことをも気にかけていた。
織の父とその弟の昭夫とはフィールドワークに登山した際に知り合い、織の父と恋に落ち結婚（事実婚）をしていた。しかし織を身籠っていた頃、織の父が山で足を滑らさせ帰らぬ人となってしまう。夫の死後に織が誕生した後はシングルマザーとして生活するも、織がインフルエンザにかかり何もできなかった自分を責め、織を普通の人間として育ててほしいと昭夫に頼み、ある仕事を持ちかけられたことで姿を消した。そのため、織は「自分が五歳のときに他界した」と思い込んでいた。
しかし実は生きており、昭夫によって長年人質にされていた。持ちかけられた仕事の実態は錦蜘蛛伝説にある金の糸をもつ怪物を産み出すため、昭夫によって山に住む数多の生き物や怪物と無理矢理交配されるという非道な生体実験であった。その過程で唯一の成功作である綾が産まれた後、大切な母体として錦糸郷山中の湖に精神的な苦痛による昏睡状態で監禁されていた。
最終的には怪物屋の活躍で救出され、御花の病院に搬送される。しばらくは昏睡状態が続いたが、織と綾の前で意識を取り戻し親子の再会を果たした。その後は亡くなった子どもたちの供養を隠神に依頼し、御花のもとで綾と共に暮らしている。
御花（おはな）
声 - 谷育子
隠神の知人の老婆。怪物を診ることができる医者。元々は獣医で、野良犬や野良猫を分け隔てなく治療していくうちに怪物を治すようになった経緯を持つ。
怪物をひとつの命ととらえ平等に扱うなど心優しき人格者であり、隠神ともに良き信頼関係を築いている。そのため、隠神怪物相談事務所（怪物屋）の活動を支持している。
岩木山雪里白那之五十五子 結（いわきやまゆきさとしろなのごじゅうごし ゆい）
声 - 石川界人
雪男子（ユキオノコ）の青年で、晶の双子の兄。双子の弟とは対照的に雄々しい性格の持ち主。
故郷で起きた事件が原因で晶と生き別れていた。来て日の浅いため人間界の事に疎いところがある。

### 化狐（バケギツネ）の一味
飯生 妖子（いなり ようこ）
声 - 花澤香菜
日本の警察組織を牛耳る化狐（バケギツネ）の女ボス。本来の姿は赤毛の狐。隠神との盟約により「表」から怪物たちを取り締まる役目を担う。作中の化狐の中でもトップクラスの非常に強大な力を持ち、更には所持する結石の力で人心を操る。京狐の里出身で、里長の米(よね)の姉。「飯生妖子」は人間社会において名乗っている偽名であり、本名は「飯（いい）」。産んで間もない息子を川に流したことがある。
結石の力を利用して日本全土を支配することを目論む野心家。とある事情により本拠の東京から離れられないため、野火丸ら強い力を持つ同族の化狐を「日本支配を成し遂げた後に望みを叶える」という契約によって従えており(人間社会での表向きの扱いも警視庁における直属の部下)、基本的に何かあると彼らを派遣して対応している。また、普段の妖艶で茶目っ気のある振る舞いとは裏腹に、好んで手段を選ばない悪辣で冷酷非道なやり口や、ヒステリックで癇癪を起こすと洗脳した人間や配下の怪物を無作為に食い殺して発散するなどの醜悪な本性から、子飼いの部下である紺以外からの人望はほぼ皆無に等しく、部下の化狐たちにまで「クズ」「飯生を好きな狐なんて居ない」などと言われるほど忌み嫌われている。
後に内閣総理大臣となり、“人類真物化計画”を提唱し、日本を支配・鎖国した。

野火丸（のびまる)
声 - 下野紘
戸籍取得時の名前は野分 火丸(のわき ほむらまる)
妖子の部下の一人で、化け狐の青年。警視庁捜査特課のリーダー。5月30日生まれ、19歳。19歳/179cm/62kg、13歳/158cm/46kg。
見た目が可愛いほうが得であるとの理由から普段は13歳の少年の姿をしている。
飯生に従いながらも夏羽たちの前に現れては助言や共闘を行い、特課所属の部下を飯生の支配下から逃す手助けするなど謎の多い行動をみせる。
任務で右腕を負傷、その後“ある腕”を入手し新調した。腕をくっつけた炉薔薇曰く、触っただけで手の皮がずるずるになったやばいやつ。
赤城 一秋(あかぎかずあき)
幻に特化した化狐。10月1日生まれ、30歳。168cm/51kg。
警視庁捜査特課刑事だったが夏羽達に敗れ補佐に降格。潔癖症で常にウエットティッシュを持ち歩いている。ネズミやヘビ、好奇心で何を触ってるかわからない子供が苦手。花楓、梅太郎と酒の席に出向き病を克服しようとしたが失敗。生きにくさを感じながらも人間を装い生活していたが野火丸に声をかけられ、報酬としてAIに管理された街を貰うことを条件に特課入り。粗暴な花楓のお目付け役を兼ねてペアに。花楓曰く消毒アルコール臭い。
石兵稲荷という像を作り陣を張ることで、一帯に幻を見せることができる。また像を通した監視、幻による精神攻撃が可能。像1つの射程距離は20m。他に幻兵稲荷という幻で作り出した兵隊を使う。しかし、炎術は大の苦手で全く行使できない。その真価は花楓の炎術を自らの幻術で大幅に強化する「炎幻連携」にあり、花楓と本気で組んだ場合のポテンシャルは凄まじいものであるが、両者の性格が合わないことによって発揮されることはまずないとされていた。
リベンジ戦では、上記の問題を克服したことで「炎幻連携」の真価を完全に引き出して花楓と融合、双頭の巨大な炎の幻術稲荷と化し、「四国全土を焼き払い得る」とまで恐れられた火力で夏羽たちを圧倒、飯生からの離反・独立を宣言するまでに至ったが、野火丸の秘策によって「炎幻連携」を模倣した夏羽・紺・野火丸の融合形態との激戦の末に敗死、亡骸は野火丸により回収された。

花形 楓（はながた かえで / 花楓（かえで）
炎に特化した化狐。4月4日生まれ、21歳。196cm/108kg。
警視庁捜査特課刑事だったが赤城と共に補佐に降格。強く大きな身体、よく効く鼻が自慢。特課で一二を争う強さだが、血が上ると周りが見えなくなるのが欠点。報酬は好きに暴れられる庭を所望していた。怒りやすいがすぐ気が散るので気分がころころと変わる、戦闘スタイルへの助言は素直に聞き入れるなど基本的に子供っぽく素直。赤城と一緒に行動していたが、赤城の死後は夏羽の管理下で行動を共にしている。
グローブをはめた手を火打石のようにぶつける事で素早く炎をおこすことができ、その炎はボールのように扱うことが可能で、本気になれば単身で町一つを火の海に変えてしまうほどの火力を発揮する。しかし、幻術は大の苦手で全く行使できない。また、腕がちぎれても直ぐなら縫合無しでくっついてしまうほど並外れた代謝を持つ。
山育ちで母親は出産後間もなく亡くなっている。一時は山である人間と過ごしていたが野火丸により特課へ迎え入れられる。明るく人なっつこいが他人に興味がなく相手を知ろうとしない、善悪や悲しみなどの感情が理解できず身勝手な行動ばかりとっていた。京狐の里では大きな心の成長が垣間見える。

陽（ひなた）
戸籍取得時の名前は日向 陽夏（ひなたはるか）。
8月10日生まれ、25歳。154cm/51kg。警視庁捜査特課刑事。炉薔薇とは幼馴染でカップル。見境なく暴れる花楓と対抗できる腕っぷしをみせる。口が悪く荒っぽい性格だが、根は優しく炉薔薇を一番に思っている。炉薔薇を庇い死亡。

炉薔薇(ろばら)
戸籍取得時の名前は火戸 薔薇彦(ひとばらひこ)
2月14日生まれ、25歳。181cm/59kg。警視庁搜查特課刑事。陽とは幼馴染でカップル。グルーガンを模した糊のような能力を使い、傷を治したりバラした身体をくっつけることができる。一見、物静かな青年だが、猟奇殺人者で欲を満たす為に人、怪物を問わず工作(能力を使い嬲り殺し)をする。陽の死後、死体を自身に移植し「死体のしーちゃん」と呼んでいる。また“工作”はもうしないと、去勢を受け入れた。
その後顔を変え日本を離れる。マスカビアで戦争により負傷した人達を治していた。夏羽と再会する。新たな肩書きは医者兼旅人。

小紅羅(さくら)
戸籍取得時の名前は小紅 咲羅(こべにさくら)
3月30日生まれ、18歳。170cm/63kg。
警視庁捜査特課刑事。京狐の里出身の化狐で、里長である米の娘、飯生妖子の姪にあたる。体の一部の炎を小鳥にし操る“手毬朱雀”を使う。露出度高いギャル風のファッションをしている。椿妃と共に里抜けし飯生の部下になる。石の回収任務で椿妃、野火丸、梅太郎と共に里帰りすることになる。
椿妃(つばき)
戸籍取得時の名前は妃 椿(きさきつばき)
2月22日生まれ、18歳。158cm/40kg。
警視庁捜査特課刑事。京狐の里出身の化狐。里での名前は“ちん”。体の一部の炎を小鳥にし操る“手毬黒雀”を使う。物静かな雰囲気だが、毒舌で小紅羅とよく口撃しあっている。階級制度の京狐の里では庶民。何も知らずに育った小紅羅に、里の階級制度による格差、米(よね)の所業を教える。当初はそうすることで小紅羅を不幸にさせようとしていたが、心変わりする。
松竹梅太郎(まつたけうめたろう)
警視庁捜査特課刑事。時間を惑わす幻を使う。1月23日生まれ、24歳。172cm/65kg。
違法カジノで負け、金に困っていた所を野火丸に肩代わりしてもらう。特課に入るも野火丸に借金があるので報酬はなし。へらへらとしているが、いがみ合いが絶えない特課メンバーと野火丸に振り回される苦労人。飯生というよりは野火丸直属の部下といった印象。

### ゲンジ
源 頼電(みなもとらいでん)
京都府警察警備部公安課/京都府源大学附属高等学校3年。7月1日生まれ、17歳。174cm/61kg。
ゲンジのリーダー、学校では生徒会長を務める。
父親は総理大臣で、9年前に異母姉・鳴(めい)を亡くしている。綱万代が作った、刀身に高圧電流が流れる電磁刀・御雷(でんじとう・みかずち)を使う。
姉の死に怪物が関係していることから怪物に過剰反応していたが、夏羽達と接するうちに変化をみせる。
渡辺綱万代(わたなべつなまよ)
京都府警察警備部公安課/京都源大学附属高等学校3年。3月21日生まれ、17歳。165cm/46kg。
人見知りでモニター越しでないと他人と会話ができない。自称・哀れなイキリ陰キャネット弁慶。
中学1年の時に頼電と出会い、その後ゲンジに所属。幼少からパソコン操作や機械技術に長けており、ロボット制作や操作は勿論、ミハイのPCに侵入する程の敏腕ハッカー。
怪物を探る中でミハイの存在を知り傾倒していく、違法プレイしたミハイのゲームをきっかけにシキ推しになる。
卜部季久(うらべすえひさ)
京都府警察警備部公安課。12月28日生まれ、37歳。185cm/78kg。
元陸上自衛隊レンジャー。自衛隊時に訓練でシンと出会う。別れた妻と娘がいる。
シン・ウィークライト
京都府警察警備部公安課。7月29日生まれ、35歳。191cm/82kg。
元米軍の軍医。米軍時の合同訓練で卜部と知り合う。死と隣り合わせの状況でしか生を実感できない全身改造人間。
Dr.メタルハートという名前で動画配信をしている、チャンネル名はMetalHeartCH。
坂田鋼太郎(さかたこうたろう)
京都府警察警備部公安課。5月5日生まれ、26歳。175cm/61kg。
元警察犬訓練士、兄の後を引き継ぐ形でゲンジ入りした新人。現在も8匹の保護犬を訓練し面倒を見ている。経験から夏羽の花楓(獣型)のトレーニングに協力。花楓(獣型)がひとりではぐれた際は心配し、また成長を見て感涙したりと動物思い。
坂田金剛(さかたかねたけ)
鋼太郎の兄。飯生を捜査するため警視庁に潜入するも生死不明に。

### 化狸
屋島伊予姫(やしまいよひめ)
四代目太三郎狸。3月3日生まれ、16才。145cm/48kg。狸だけでなく他の動物達にも好かれる屋島のアイドル。年齢より子どもっぽい言動が目立つが能力や考え方など頭首としての器をかんじさせる。やり込んでいるのでゲームが上手い。一度見たものにそっくりそのまま変化することができる。普段は全吉と一緒に人間に化け、人間の学校に通っている。
御神籤全吉(おみくじぜんきち)
19月29日生まれ、16才。176cm/57kg。伊予姫の幼馴染で従者。隠神に憧れ同じ銘柄のタバコを吸っている。
屋島多郎太(やしまたろうた)
伊予姫の父。隠神、ヨシヱとは幼なじみ。変化が苦手で、四代目を辞退している。生まれながらに「時渡し(自身の成長と引き換えに時間を巻き戻す)」という神通力をもつ。伊予姫を溺愛しているがスパルタ。
屋島福姫(やしまふくひめ)
伊予姫の母。佐渡出身。若い頃に猛者を求め屋島を訪れ、その際に多郎太に見初めらる。掌撃に怪物の力をのせる技「とつか」を使う。若い頃は力に溺れ不用意に他人を傷つけたことを悔いている。隠神に頼まれ夏羽の師を務めることに。
御神籤ヨシヱ(おみくじよしえ)
全吉の母。隠神、多郎太とは幼なじみで、多郎太の従者。
御神籤満吉(おみくじまんきち)
全吉の父。婿養子。己の体重を使い長距離を高速で移動することができる。使用後はげっそりと痩せてしまう。
三代目太三郎狸
多郎太の父で、伊予姫の祖父。化狸の住む裏屋島を作り管理している。夏羽と勝負し幻結石を託す。伊予姫を過保護に溺愛している。花楓、赤城との戦いで命を落とす。
団三郎
佐渡狸頭領で福姫の父。貴金属・宝石商をしている。
芝右衛門
劇団の座長。
金鳥
老舗染物屋の大将。

### 化狐
米(よね)
京狐。小紅羅の母で、飯生の妹。元々は庶民階級だったが、雌雄同体だったため京狐の里長になる。同じく雌雄同体の小紅羅を溺愛する一方、そうでなかった我が子は殺している。化狐のカリスマ藻を狂信している。
槐(えんじゅ)
京狐。石竹の士。武士階級で戦闘に長けた化狐。第三者の身体に印を付け、対象者の知る人物の姿に写るよう見せる術を使う。
はる
京狐。庶民階級。陰陽師の様な力があり、天体の動きに自身の解釈を合わせた「星見(過去と少しの未来を視る力)」が使える。これは狐の力ではないため不気味だと足を切られ歩行を禁止されている。形代を自由に使いこなす。
ムクチ
京狐。宮殿で働く女中。花楓と仲良くなる。
藻(みくず)
京狐。千年ほど前にいたカリスマ女狐。狐だけでなく、人間としての権力も得ようとし、人間の歴史にも影響を与えた。最期は怪物結石になることを望み、那須で鎮守した。
生稲(おいな)
那須で殺生石を鎮める役を担う化狐。那須で最も身体の強い狐が選ばれる。

### 鬼族
女木島
桜牙ハムの工事長。30代。まじめで無表情だが、食べる目的で養殖している人間を人一倍気にかけている。
巌
桜牙ハムの専属医、内科専門だが外科知識も持つ。30代。肝が据わった女性。
桜牙
桜牙ハムの社長。飯生に借りた石の力で会社の業績を伸ばしたが、石の回収にきた炉薔薇に“工作”される。
丸熊
〇熊一家の長男。スキンヘッドの大男。兄弟で◯熊質店を経営し、それぞれ数十〜百名程の部下がいる。
人間を直接狩り捕食する古来のやり方に執着する「過激派」の鬼の中心人物で、桜牙ハムとは対立関係にあった。かつては日本の妖怪の代名詞の一つになるほど強大な勢力を誇った鬼族が力も数も大きく減らし、衰退しきってしまった現状を憂いている。飯生によって過激派の鬼たちごと強制的に傘下に組み入れられ、それが鬼族の復権に繋がるならと、兄弟や部下たちが捨て駒や飯生の餌にされることも甘んじて受け入れている。
詳細不明だが、神結石捜索の任務中に死亡している。
虎熊
次男で、眼鏡をかけている。冷静そうな外見に反して過激な一面を見せる。
桜牙ハムの件でヒステリーを起こしていた飯生に、憂晴らしで喰われて死亡した。
星熊
三男。長髪で、飯生の傘下になってからはハーフアップにしている。良く言えば慎重派、悪く言えば臆病な性格。それでも咄嗟に弟を庇ったり、兄が軽んじられるのを憤ったりするなど情はある方。
兄弟の中で唯一生き残り、三年後には飯生政権で法務大臣に就任している。
金熊
四男。ホストのような風体で、軽薄な性格。
詳細不明だが、神結石捜索の任務中に死亡している。
石熊
五男。金熊と行動を共にすることが多い。
詳細不明だが、神結石捜索の任務中に死亡している。

### 大蛇
環(たまき)
八ツ首村にある大蛇の里出身の大蛇(おろち)の子ども。後頭部に七つの蛇の頭を持つ。水神の生まれ変わりで結石の力を使うことができる。
いちご
大蛇の女性。花楓・赤城に里を襲われ、環と2人炎を逃れる。現在は環と一緒に屋島に身を寄せている。

### 河童
海御前(あまごぜ)
水道局に務める女河童で北九州女河童総大将。福岡県で浄結石を管理している。河童相撲が好きで、当人も現役時代は無類の強さを誇ったが、そのせいで同族の男から敬遠され現在も婚活中。
潔(きよい)
女河童の怪物、高校2年で16歳。見た目は派手なギャルだが隠神と会話するだけでも緊張していた。北九州河童連合最強の女力士。四股名は輝飛沫潔(とぅいんるくすぷらっしゅきよい)

### 屍鬼
骸(むくろ)
クーラーの始祖。日本では骸、アラブではグールなど国により呼び方が違う。現在は頭がい骨だけの姿をしている。夏羽に屍鬼の炎を分けた

### その他の登場キャラクター
女将さん
声 -乃神亜衣子
鹿の子荘の女将。隠神のクライアント。また、夏羽の叔母であり育ての親。夏羽が普通の人間とは異なる体質を持つことが原因で、彼には学校にも行かせずに畑仕事をさせるなど、人らしい生活はさせなかった。13年前に夏羽の母親である姉から突然預けられ、甥の夏羽が妖怪（屍鬼）と人間の半妖であると知っているため、自分も息子の弥太郎も、いつ襲われるかという不安を抱いていた。
日下 弥太郎 (くさか やたろう)
声 - 金元寿子
女将さんの息子であり夏羽の従弟。陽気だが生意気で底意地の悪い性格の少年。東京に憧れており、現在住んでいる田舎を離れて、将来は東京で生活したいと夢見ている。母親（夏羽の叔母）を含む地元の住民が夏羽を疎んでいるのをいいことに、同年代の友達ともども夏羽を「泥田坊」と呼びいじめていた。
夜野 (よるの)
声 - 岸尾だいすけ
あるきっかけで怪物のマオに恋したメガネの冴えないサラリーマンの男性。
マオ
声 - 伊瀬茉莉也
猫又の女性。美女に化け、人間を誘惑し徐々に猫化させる。見る人が見れば美人で、夜野に惚れられている。
蚊婆三姉妹（かのんば さんしまい） / 蚊賀レイカ（かが  - ）、蚊賀エリカ（かが  - ）、蚊賀モモカ（かが  - ）
声 -南條愛乃、小宮有紗、楠木ともり
ブラック企業を牛耳っていた蚊の妖怪の三姉妹。表向きは人間に化けて社員を装っているが裏で社長と結託しており、三姉妹は従業員の脳を殺さない程度に吸って食料にし、社長も脳を吸われて思考力を奪われた従業員を扱き使っていた。性格は姉妹全員醜悪。内偵に訪れた夏羽たちに遭遇・敗北し、妹二人はレイカに吸い殺され、レイカも飯生の命で派遣された野火丸によって断末魔の叫びを上げながら焼き殺された。この戦いは、夏羽を成長させるきっかけにもなった。

蓼丸昭夫（たでまる あきお）
声 - 石田彰
織の叔父(織の父親の弟)で、穏やかな性格をしたメガネの男性。一人称は｢僕｣。民俗学者でもあり、怪物に詳しい。義理の姉に当たる組が亡くなったとして、身寄りがなかった織を養育し、表面上は良好な関係を築いていた。
しかし裏の顔は自己顕示欲にまみれた下劣な人間。織と綾の故郷に伝わる錦蜘蛛伝説を再現することを目的にしており、「自身の名を後生に残すためだけに組を織を人質状態にして様々な交配実験を強要させる」「一度実験を目撃した織を殴って気絶させた後に適当な嘘をついた上、その過程で産まれた（直接的な血の繋がりはない義理の娘に当たる）綾を金儲けの道具扱いにし、逆らえば暴力を振るう」など、冷酷非道かつ卑劣な本性を見せており、その事について隠神や織に追求されても｢素晴らしい研究｣｢織と組が何不自由なく生活できるよう最善を尽くした｣と発言しており、組とその子どもたちへの罪悪感も微塵もない。また一年前、綾の高い治癒力をもつ金の糸を宣伝するために市場に出回るようにしたが、怪物の存在が公になることを恐れた稲生の一味がその存在を握りつぶし始末しようとするも、隠神によって止められている。その際始末されない代わりにブラックリスト入りされていた。
両親の真実を知るために覚悟を決めた織たち怪物屋を当初は快く受け入れ、「織の両親は亡くなり、織は母親を失ったことでトラウマになった」と嘘の説明をした。その夜、前々から怪しんでいた隠神によって追求を受け、組が凄惨な実験を行っていた小屋で真相を知った織や調査に来ていた野火丸によって拘束されるも、実験の過程で産み出された100体を超える織の異父弟妹の怪物たちを差し向け、母との再会を願っていた織に戦意喪失に追い込む。その直後に「（織と組の）親子の絆」を弄んだことに怒りを露にした夏羽によって怪物たちは全滅し、再び拘束される。駆け付けた綾に繭=組の隠し場所を聞かれ、それをエサに生き汚く逃げようとするもミハイによって隠し場所を突き止められ、それでもなお組や綾を道具扱いする言動をしたため、織に鉄拳制裁を受け放逐される。最終的にすべてを失った後もまったく懲りず、新たな怪物を産み出そうと画策をした際、野火丸によって焼き殺されるという因果応報の末路を遂げる。

ナジャ
マスカビアで炉薔薇に命を助けられる。以後、炉薔薇を気遣っている。

日下旭
鹿の子荘の女将の姉。59歳、日本生まれ世界中育ちの冒険家兼旅人兼考古学者。
夏羽の母である“千年前の妊婦のミイラ”を発見し、赤子(夏羽)を取り上げた産婆。夏羽を妹に預けて屍鬼について調べるために世界中を巡っていた。

## 書誌情報
- 藍本松 『怪物事変』 集英社〈ジャンプ・コミックス〉、既刊23巻（2025年5月2日現在）
  1. 2017年3月8日発行（3月3日発売[集 1]）、ISBN 978-4-08-881096-6
  2. 2017年7月9日発行（7月4日発売[集 2]）、ISBN 978-4-08-881128-4
  3. 2017年11月7日発行（11月2日発売[集 3]）、ISBN 978-4-08-881169-7
  4. 2018年3月7日発行（3月2日発売[集 4]）、ISBN 978-4-08-881368-4
  5. 2018年7月9日発行（7月4日発売[集 5]）、ISBN 978-4-08-881425-4
  6. 2018年11月7日発行（11月2日発売[集 6]）、ISBN 978-4-08-881425-4
  7. 2019年3月9日発行（3月4日発売[集 7]）、ISBN 978-4-08-881773-6
  8. 2019年7月9日発行（7月4日発売[集 8]）、ISBN 978-4-08-881892-4
  9. 2019年11月6日発行（11月1日発売[集 9]）、ISBN 978-4-08-882115-3
  10. 2020年3月9日発行（3月4日発売[集 10]）、ISBN 978-4-08-882236-5
  11. 2020年7月8日発行（7月3日発売[集 11]）、ISBN 978-4-08-882356-0
  12. 2020年11月9日発行（11月4日発売[集 12]）、ISBN 978-4-08-882438-3
  13. 2021年2月9日発行（2月4日発売[集 13]）、ISBN 978-4-08-882558-8
  14. 2021年7月7日発行（7月2日発売[集 14]）、ISBN 978-4-08-882675-2
  15. 2021年11月9日発行（11月4日発売[集 15]）、ISBN 978-4-08-882809-1
  16. 2022年4月9日発行（4月4日発売[集 16]）、ISBN 978-4-08-883056-8
  17. 2022年9月7日発行（9月2日発売[集 17]）、ISBN 978-4-08-883206-7
  18. 2023年2月8日発行（2月3日発売[集 18]）、ISBN 978-4-08-883314-9
  19. 2023年7月9日発行（7月4日発売[集 19]）、ISBN 978-4-08-883497-9
  20. 2023年12月9日発行（12月4日発売[集 20]）、ISBN 978-4-08-883695-9
  21. 2024年5月7日発行（5月2日発売[集 21]）、ISBN 978-4-08-883890-8
  22. 2024年11月6日発行（11月1日発売[集 22]）、ISBN 978-4-08-884215-8
  23. 2025年5月7日発行（5月2日発売[集 23]）、ISBN 978-4-08-884420-6

## テレビアニメ
2021年1月から3月までTOKYO MXほかにて放送された。
監督の藤森雅也は夏羽役の藤原夏海との対談の中で、かわいらしい絵柄とダークな内容に興味を持ち、物語の面白さから監督に立候補したことを明かしている。その一方で、ダークな内容をいかにしてテレビアニメとして表現するかという点が非常に苦労したとも話しており、テレビアニメ化できない部分はカット割りや絵の雰囲気で怖さを演出する手法を取ったとしている。
キャストはオーディションで決められ、夏羽、織、晶、紺、綾の5人については、複数人での掛け合いから選出していった。藤森はこの手法が少し変わっているとしつつも、後から編集して聞き比べることができるという利点があったとし、「最終的には全体を組み合わせて判断できるので、こちらとしてはありがたいオーディションのやり方でした」と対談の中で話している。これら5人以外のメインキャラクターについてはテープオーディションで選ばれた。

### スタッフ
- 原作 - 藍本松[4][5]
- 監督 - 藤森雅也[4][5]
- シリーズ構成・全話脚本 - 木村暢[4][5]
- キャラクターデザイン・総作画監督 - 立花希望[4][5]
- 総作画監督 - 西岡夕樹、遠藤江美子[4]
- 怪物デザイン・アクション作画監督 - 宮本雄岐[4]
- プロップデザイン - ヒラタリョウ[4]
- 美術監督 - 西口早智子[4]
- 美術アドバイザー - 増山修[4]
- 美術設定 - 大原盛仁[4]
- 色彩設計 - 中野尚美[4]
- 撮影監督 - 佐藤哲平[4]
- 編集 - 松原理恵[4]
- 音響監督 - 長崎行男[4]
- 音響制作 - JTB Next Creation[5]
- 音楽 - 森悠也[5]
- 音楽プロデューサー - 関根陽一
- 音楽制作 - ランティス[5]
- プロデューサー - 遠藤直子、大山礼子、吉田剛志、小澤慎一朗、白石容子
- アニメーションプロデューサー - 山口達也
- アニメーション制作 - 亜細亜堂[5]
- 製作 - バンダイナムコアーツ、集英社、YTE、亜細亜堂、フロンティアワークス

### 主題歌
「ケモノミチ」
小野大輔によるオープニングテーマ。作詞・作曲はMOMIKEN、編曲はtasuku。
「-標-」
佐咲紗花によるエンディングテーマ。作詞は佐咲、作曲・編曲は本多友紀。

### 各話リスト
| 話数     | サブタイトル | 絵コンテ | 演出              | 作画監督                                         | 初放送日       |
| -------- | ------------ | -------- | ----------------- | ------------------------------------------------ | -------------- |
| 第一話   | 夏羽         | 藤森雅也 | 松尾晋平          | 玉利和枝 sataりすく 遠藤江美子                   | 2021年 1月10日 |
| 第二話   | 怪物屋       | 藤森雅也 | 藏本穂高          | 鐘文山 大髙雄太 永田有香 ハンミンギ              | 1月17日        |
| 第三話   | 狐           | 川崎芳樹 | 川崎芳樹          | 近藤優次 松本朋之                                | 1月24日        |
| 第四話   | 任務         | 島津裕行 | 岡英和            | 玉利和江 sataりすく 遠藤江美子 山本周平          | 1月31日        |
| 第五話   | 潜入         | 藤森雅也 | 山口美浩          | 金正男 Min Hyun Sook Jeon Jong Min               | 2月7日         |
| 第六話   | 覚醒         | 川崎芳樹 | 川崎芳樹          | 玉利和江 sataりすく 遠藤江美子 山本周平          | 2月14日        |
| 第七話   | 故郷         | 藤森雅也 | 松尾晋平          | 近藤優次 松本朋之                                | 2月21日        |
| 第八話   | 真実         | 宗廣智行 | 岡英和            | 玉利和枝 sataりすく 西岡夕樹 遠藤江美子 山本周平 | 2月28日        |
| 第九話   | 家族         | 西野理恵 | 村田尚樹          | 金正男 明光 Min Hyun Sook Jeon Jong Min          | 3月7日         |
| 第十話   | 双子         | 松尾晋平 | 松尾晋平          | 玉利和枝 sataりすく 遠藤江美子 西岡夕樹 立花希望 | 3月14日        |
| 第十一話 | 記憶         | 村野佑太 | 村野佑太          | 近藤優次 松本朋之                                | 3月21日        |
| 第十二話 | 怪物事変     | 藤森雅也 | 藤森雅也 松尾晋平 | 西岡夕樹 玉利和枝 遠藤江美子 立花希望 sataりすく | 3月28日        |

### 放送局
| 放送期間                | 放送時間                     | 放送局     | 対象地域   | 備考                      |
| ----------------------- | ---------------------------- | ---------- | ---------- | ------------------------- |
| 2021年1月10日 - 3月28日 | 日曜 22:00 - 22:30           | TOKYO MX   | 東京都     |                           |
| 2021年1月12日 - 3月30日 | 火曜 2:59 - 3:29（月曜深夜） | 読売テレビ | 近畿広域圏 | 『MANPA』第3部            |
| 2021年1月13日 - 3月31日 | 水曜 0:30 - 1:00（火曜深夜） | BS11       | 日本全域   | BS放送 / 『ANIME+』枠     |
| 2021年3月5日 -          | 金曜 23:00 - 23:30           | AT-X       | 日本全域   | CS放送 / リピート放送あり |

| 配信開始日    | 配信時間                     | 配信サイト |
| ------------- | ---------------------------- | --- |
| 2021年1月10日 | 日曜 22:30 更新              | Amazonプライム・ビデオ あにてれ アニメ放題 ABEMAビデオ J:COMオンデマンド TELASA dアニメストア dTV Netflix バンダイチャンネル ひかりTV Hulu U-NEXT GYAO!ストア ココロビデオ TSUTAYA TV DMM.com ニコニコチャンネル HAPPY動画 ビデオマーケット milplus music.jp ムービーフル Rakuten TV |
| 2021年1月15日 | 金曜 22:30 - 23:00           | ABEMA |
|               | 金曜 23:00 - 23:30           | ニコニコ生放送 |
| 2021年1月16日 | 土曜 0:00 - 0:30（金曜深夜） | GYAO! |

### BD / DVD
| 巻 | 発売日        | 収録話          | 規格品番  | 規格品番  |
| 巻 | 発売日        | 収録話          | BD        | DVD       |
| -- | ------------- | --------------- | --------- | --------- |
| 1  | 2021年3月26日 | 第1話 - 第2話   | BCXA-1603 | BCBA-5031 |
| 2  | 2021年4月27日 | 第3話 - 第4話   | BCXA-1604 | BCBA-5032 |
| 3  | 2021年5月26日 | 第5話 - 第6話   | BCXA-1605 | BCBA-5033 |
| 4  | 2021年6月25日 | 第7話 - 第8話   | BCXA-1606 | BCBA-5034 |
| 5  | 2021年7月28日 | 第9話 - 第10話  | BCXA-1607 | BCBA-5035 |
| 6  | 2021年8月27日 | 第11話 - 第12話 | BCXA-1608 | BCBA-5036 |